# Фаридабад
Фаридабад (англ. Faridabad, гінді फरीदाबाद) — місто в індійському штаті Хар'яна. Сполучене трасою з м. Делі (на північ) та з м. Матура (на південний схід).

## Географія
Фаридабад розташований у північній частині країни на південних околицях столиці Нью-Делі.

### Клімат
Місто знаходиться у зоні, котра характеризується кліматом помірних степів та напівпустель. Найтепліший місяць — червень із середньою температурою 34 °C (93.2 °F). Найхолодніший місяць — січень, із середньою температурою 14.4 °С (58 °F).
| Клімат Фаридабада       | Клімат Фаридабада | Клімат Фаридабада | Клімат Фаридабада | Клімат Фаридабада | Клімат Фаридабада | Клімат Фаридабада | Клімат Фаридабада | Клімат Фаридабада | Клімат Фаридабада | Клімат Фаридабада | Клімат Фаридабада | Клімат Фаридабада | Клімат Фаридабада |
| Показник                | Січ.              | Лют.              | Бер.              | Квіт.             | Трав.             | Черв.             | Лип.              | Серп.             | Вер.              | Жовт.             | Лист.             | Груд.             | Рік               |
| Середній максимум, °C   | 21,8              | 24,4              | 30,6              | 36,5              | 40,3              | 39,9              | 35,1              | 32,9              | 34                | 33,7              | 28,6              | 23,3              | 31,8              |
| Середня температура, °C | 14,5              | 17                | 22,9              | 28,8              | 33,1              | 34                | 30,9              | 29,2              | 29                | 26,5              | 20,7              | 15,7              | 25,2              |
| Середній мінімум, °C    | 7,2               | 9,7               | 15,3              | 21,2              | 26                | 28,1              | 26,6              | 25,5              | 24,1              | 19,3              | 12,8              | 8,1               | 18,7              |
| Норма опадів, мм        | 12                | 11.4              | 7.1               | 6.1               | 11.9              | 46.1              | 194.2             | 198.3             | 102.8             | 8.5               | 6.1               | 4.6               | 609.2             |
| ----------------------- | ----------------- | ----------------- | ----------------- | ----------------- | ----------------- | ----------------- | ----------------- | ----------------- | ----------------- | ----------------- | ----------------- | ----------------- | ----------------- |
| Джерело: Weatherbase    |                   |                   |                   |                   |                   |                   |                   |                   |                   |                   |                   |                   |                   |

## Історія
Засноване 1607 року шейхом Фарідом, скарбником могольського імператора Джаханагіра, щоби захистити висотну дорогу Делі-Агра. 
Міське самоуправління організоване 1867-го. 
В 1950 році в Фаридабаді було розпочато проєкт для переселення біженців з Пакистану разом з втіленням розвитку легкої промисловості в місті.

## Економіка
Терени, що оточують Фаридабад, складають частину Пенджабської рівнини. Сільське господарство та індустрія є рівномірно важливими. Вирощують джовар (зернова культура) та баджру (перлове пшоно). Фаридабад — місцевий ринок збуту для пшениці, цукрової тростини та бавовни. 
Виробництво включає машинне знаряддя, трактори, мотоцикли, сталеві труби, тканини, хімікалії та ліки.

## Освіта
Фаридабад має декілька коледжів — Коледж Аґґарвал, Професійний Інститут Технологій та Менеджменту, Урядовий коледж підвищення кваліфікацій ім. Джавахарлала Неру, Інститут Менеджменту Могта і Національний Інститут Фінансового Управління.

## Джерело
- Енциклопедія Британніка [Архівовано 18 липня 2009 у Wayback Machine.]